# Carl Jacobsen
Carl Jacobsen (Copenhague, 2 de março de 1842 – Frederiksberg, 11 de janeiro de 1914) foi um cervejeiro, colecionador de arte e filantropo dinamarquês, filho de Jacob Christian Jacobsen, fundador da Carlsberg.
Administrou a empresa fundada pelo pai e com este estabeleceu, em testamento, a Fundação Carlsberg, ligando-a à Real Academia Dinamarquesa de Ciências, que ainda hoje a administra. também fundou, utilizando como embrião a colecção de arte criada pelo pai, a Ny Carlsberg Glyptotek, que hoje se conta entre as melhores galerias do mundo.